# Park Narodowy Arewik
Park Narodowy Arewik (orm. Արևիկ ազգային պարկ) – park narodowy w prowincji Sjunik w południowej Armenii. Został utworzony w 2009 roku.

## Opis
Park Narodowy Arewik o powierzchni 34 401,8 ha został powołany decyzją rządu Armenii z 15 października 2009 roku. Park utworzono w celu ochrony różnorodności biologicznej pasm górskich Meghru lerrnashght’a i Gór Zangezurskich. Tereny parku położone są na wysokości od 800 do 3700 m n.p.m.

## Flora
W parku Arewik znajdują się lasy, łąki o charakterze alpejskim i subalpejskim, stepy górskie i półpustynie.
Na terenie parku stwierdzono ponad 1500 gatunków roślin naczyniowych, w tym 19 endemitów, m.in. Iris grossheimii, którego całkowity obszar występowania szacowany jest na mniej niż 500 km².

## Fauna
Ssaki
Z ciekawszych gatunków dużych ssaków występują tu: koza bezoarowa (Capra aegagrus), urial armeński (Ovis orientalis gmelini), niedźwiedź brunatny (Ursus arctos) czy zagrożony lampart perski (Panthera pardus saxicolor).
Ptaki
Stwierdzono występowanie ponad 180 gatunków ptaków. Występują tu zagrożone w Armenii gatunki takie jak: orłosęp (Gypaetus barbatus), sęp płowy (Gyps fulvus), ścierwnik (Neophron percnopterus), orzeł przedni (Aquila chrysaetos), sokół wędrowny (Falco peregrinus), krogulec krótkonogi (Accipiter brevipes), dzierzba rudogłowa (Lanius senator). Stwierdzono również obecność ptaków takich jak ułar kaspijski (Tetraogallus caspius) czy cietrzew kaukaski (Lyrurus mlokosiewiczi).
Bezkręgowce
W parku stwierdzono występowanie ponad 150 gatunków motyli, należą do nich również gatunki uznane za zagrożone w Armenii, takie jak: niepylak mnemozyna (Parnassius mnemosyne), niepylak apollo (Parnassius apollo), Papilio alexanor, Pontia chloridice, Colias aurorina, Polyommatus zarathustra.